# ويليام هونغ
ويليام هونغ (بالصينية: 江志強) هو منتج أفلام صيني، ولد في 1953 في هونغ كونغ في الصين.

## وصلات خارجية
- ويليام هونغ على موقع IMDb (الإنجليزية)
- ويليام هونغ على موقع أول موفي (الإنجليزية)
- ويليام هونغ على موقع قاعدة بيانات الفيلم (الإنجليزية)